# Semnonen

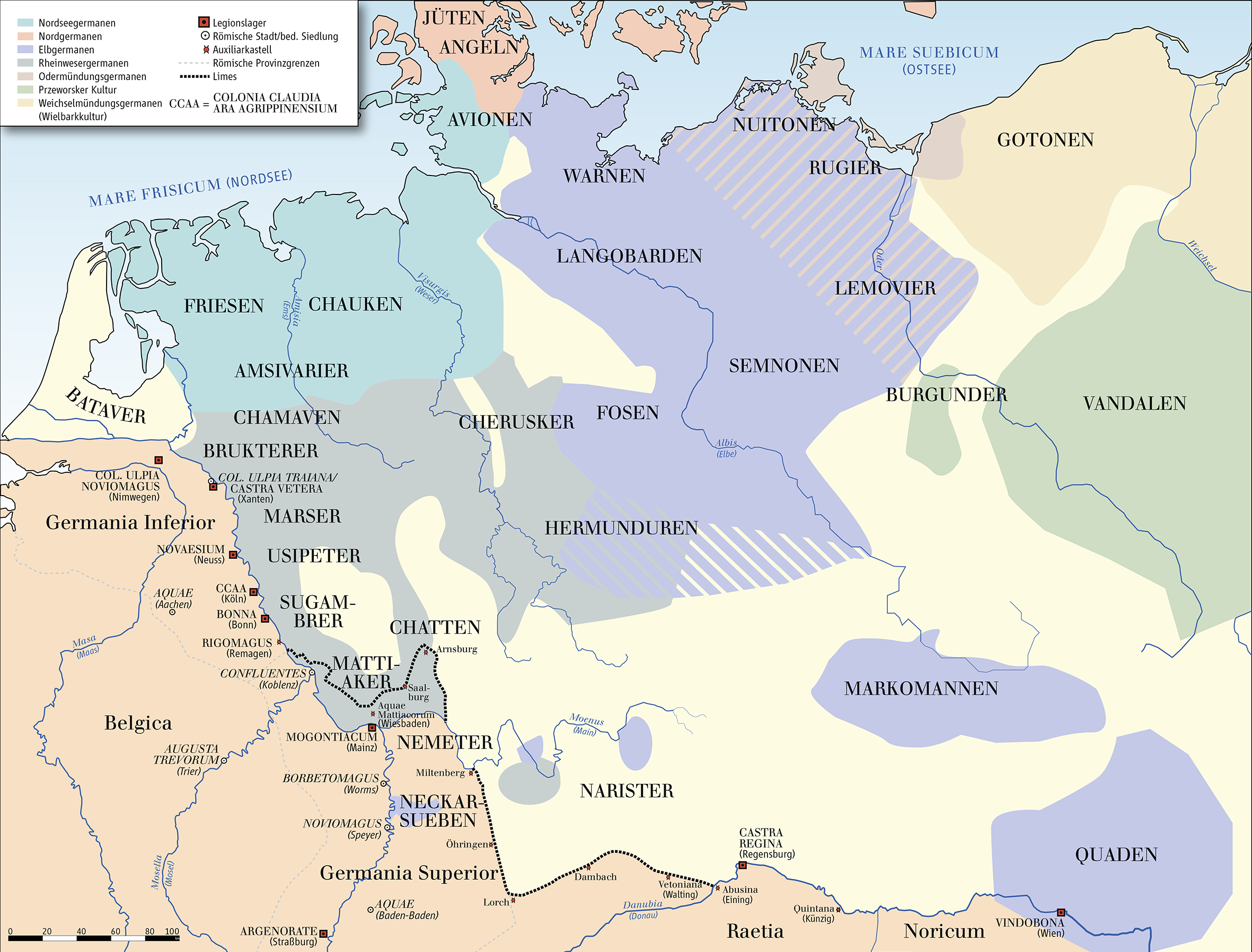
Siedlungsgebiete der germanischen Stämme in Mitteleuropa um 50 n. Chr.

Die Semnonen (lateinisch: Semnones, griechisch: οἱ Σέμνωνες, Σέμνονες) galten nach Tacitus (Germania, 39) als das Stammvolk der elbgermanischen Sueben („vetustissimi Sueborum“).

## Stammesgeschichte

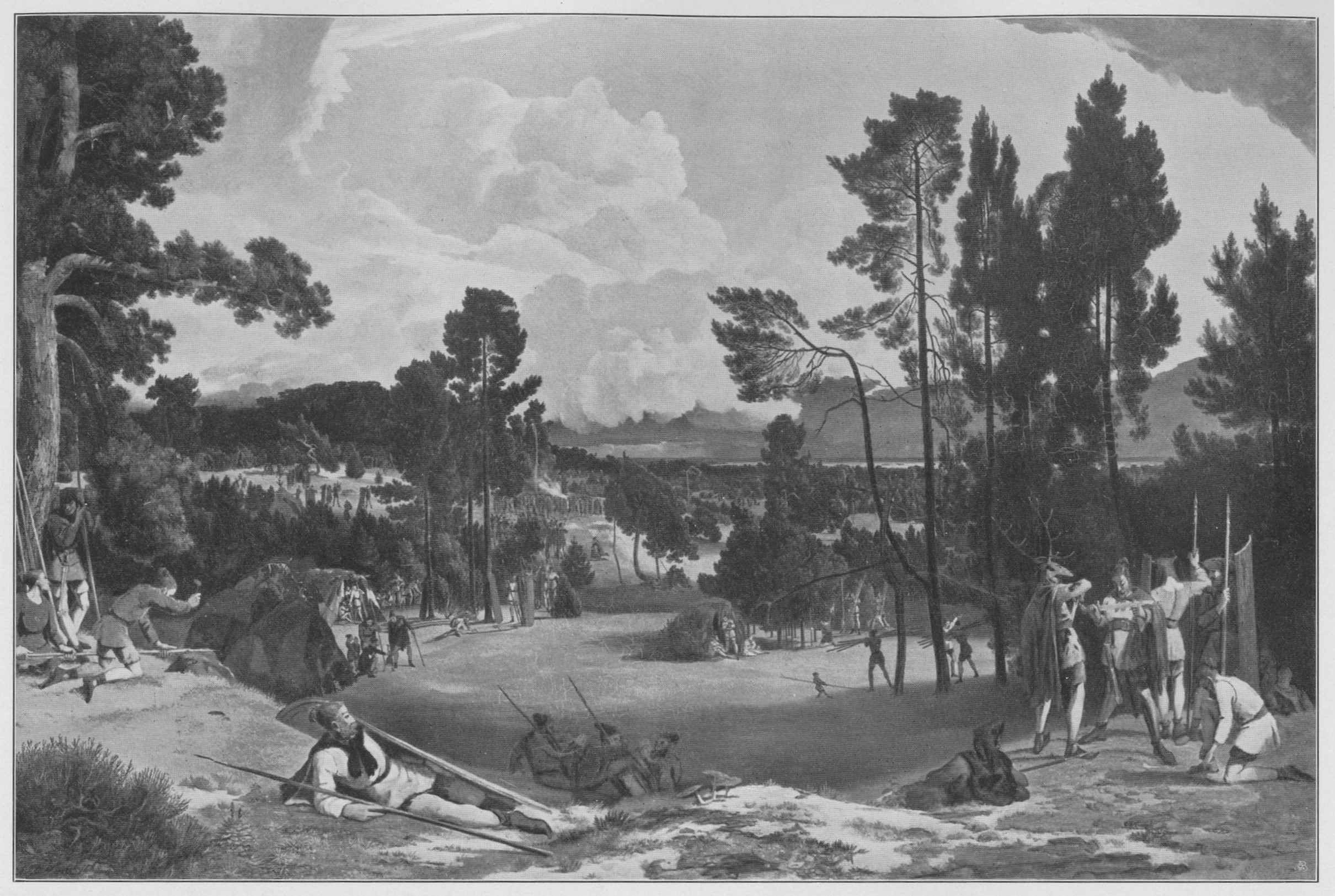
Semnonenlager am Müggelsee, Gemälde von Carl Blechen (1828)

Um 6 v. Chr. schlossen sich die Semnonen den Markomannen unter Marbod an. Im Jahre 5 n. Chr. besiegte Tiberius im Zuge des Immensum bellum die Langobarden an der Unterelbe. Vermutlich wurde er dabei durch eine römische Flotte unterstützt. Er zog daraufhin weiter elbaufwärts und gelangte an der mittleren Elbe zu den Semnonen und schließlich zu den Hermunduren, wo er ein Lager aufschlug und möglicherweise germanische Gesandte empfing. Der Feldzugteilnehmer Velleius Paterculus beschrieb die Situation zu diesem Zeitpunkt folgendermaßen: „Nichts blieb mehr in Germanien, das hätte besiegt werden können, außer dem Stamm der Markomannen.“
17 n. Chr. fielen die Semnonen und Langobarden von Marbod ab und traten dem Cheruskerbund bei. Um 100 n. Chr. lag ihr Siedlungsgebiet im Raum zwischen Elbe und Oder sowie von den Westsudeten bis an die Havel, zeitweise auch jenseits von Oder und Warthe. Die Semnonen hatten im Gegensatz zu den meisten westgermanischen Stämmen zu dieser Zeit bereits Könige. Nach Tacitus hatten sie 100 Gaue, eine Angabe, die Gaius Iulius Caesar bereits rund 150 Jahre früher über die Sueben als Gesamtstamm gemacht hatte. In ihrem „heiligen Hain“, dem kultischen Zentrum der Sueben, wurden demnach Menschenopfer dargebracht. Tacitus schrieb zu den Semnonen und ihrem Kultplatz:

„Vetustissimos se nobilissimosque Sueborum Semnones memorant; fides antiquitatis religione firmatur. Stato tempore in silvam auguriis patrum et prisca formidine sacram omnes eiusdem sanguinis populi legationibus coeunt caesoque publice homine celebrant barbari ritus horrenda primordia. Est et alia luco reverentia: nemo nisi vinculo ligatus ingreditur, ut minor et potestatem numinis prae se ferens. Si forte prolapsus est, attolli et insurgere haud licitum: per humum evolvuntur. Eoque omnis superstitio respicit, tamquam inde initia gentis, ibi regnator omnium deus, cetera subiecta atque parentia. Adicit auctoritatem fortuna Semnonum: centum pagi iis habitantur magnoque corpore efficitur ut se Sueborum caput credant.“

„Als die ältesten und vornehmsten Sueben betrachten sich die Semnonen. Den Glauben an ihr hohes Alter bestätigt ein religiöser Brauch. Zu bestimmter Zeit treffen sich sämtliche Stämme desselben Geblüts, durch Abgesandte vertreten, in einem Haine, der durch die von den Vätern geschauten Vorzeichen und durch uralte Scheu geheiligt ist. Dort leiten sie mit öffentlichem Menschenopfer die schauderhafte Feier ihres rohen Brauches ein. Dem Hain wird auch sonst Verehrung gezeigt: niemand betritt ihn, es sei denn gefesselt, um seine Unterwürfigkeit und die Macht der Gottheit zu bekunden. Fällt jemand hin, so darf er sich nicht aufheben lassen oder selbst aufstehen; auf dem Erdboden wälzt er sich hinaus. Insgesamt gründet sich der Kultbrauch auf den Glauben, dass von dort der Stamm sich herleite, dort der allbeherrschende Gott wohne, dem alles unterworfen, gehorsam sei. Der Reichtum der Semnonen steigert ihr Ansehen: sie bewohnen hundert Gaue, und die Größe ihres Stammes veranlaßt sie, sich für den Hauptstamm der Sueben zu halten.“

Ab dem dritten Jahrhundert verließen die Semnonen, bis auf Restgruppen ihre Heimat an Havel und Spree in Richtung Oberrhein und gingen in den Alamannen auf. Die Semnonen werden zum letzten Mal 260 n. Chr. in einer Inschrift auf dem 1992 aufgefundenen Augsburger Siegesaltar als Synonym zu Juthungen, einem alamannischen Teilstamm, erwähnt. Damals war ein großer Teil der Semnonen bereits nach Südwestdeutschland gewandert.